# Chester Bennington
Chester Charles Bennington (20 tháng 3 năm 1976 – 20 tháng 7 năm 2017) là một nam ca sĩ, nhạc sĩ, diễn viên người Mỹ. Ông được biết đến nhiều nhất với tư cách là giọng ca chính của ban nhạc Linkin Park và cũng là giọng ca chính của các ban nhạc như Grey Daze, Dead by Sunrise. Ngoài ra ông cũng là giọng ca chính của Stone Temple Pilots từ giữa năm 2013 đến năm 2015. Bennington đã được một số tờ báo ghi nhận là một trong những giọng ca rock vĩ đại nhất trong thế hệ của ông.
Bennington lần đầu tiên nổi tiếng với vai trò ca sĩ sau khi phát hành album đầu tay Hybrid Theory (2000) của Linkin Park, đây là một thành công thương mại trên toàn thế giới. Album đã được chứng nhận Kim cương bởi Hiệp hội Công nghiệp Ghi âm Hoa Kỳ vào năm 2005, trở thành album đầu tay bán chạy nhất trong thập kỷ, cũng như là một trong số ít album từng đạt được nhiều doanh số như vậy. Các album phòng thu tiếp theo của Linkin Park, từ Meteora (2003) đến One More Light (2017), đều tiếp nối thành công của ban nhạc.
Bennington đã thành lập ban nhạc của riêng mình, Dead by Sunrise, làm một dự án phụ vào năm 2005. Album đầu tay của ban nhạc, Out of Ashes, được phát hành vào ngày 13 tháng 10 năm 2009. Ông trở thành ca sĩ chính của Stone Temple Pilots vào năm 2013 để phát hành đĩa hát mở rộng High Rise vào ngày 8 tháng 10 năm 2013, thông qua hãng thu âm của riêng họ, Play Pen, nhưng ông sau đó rời đi vào năm 2015 để chỉ tập trung vào Linkin Park. Với tư cách diễn viên, ông đã xuất hiện trong các bộ phim như Crank (2006), Crank: High Voltage (2009) và Saw 3D (2010).
Vào ngày 20 tháng 7 năm 2017, Bennington được tìm thấy đã chết tại nhà riêng ở Palos Verdes Estates, California; cái chết của ông được cho là một vụ tự sát bằng cách treo cổ. Tạp chí Hit Parader đã xếp Bennington ở vị trí thứ 46 trong danh sách "100 giọng ca metal hàng đầu mọi thời đại". Viết cho Billboard, Dan Weiss cho rằng Bennington đã "biến nhạc nu-metal thành thể loại nhạc thịnh hành".

## Thiếu thời
Chester Charles Bennington sinh ngày 20 tháng 3 năm 1976 tại Phoenix, Arizona. Mẹ ông là một y tá, trong khi cha ông là một thám tử cảnh sát chuyên điều tra các vụ lạm dụng tình dục trẻ em. Bennington quan tâm đến âm nhạc khi còn nhỏ, trích dẫn rằng ban nhạc Depeche Mode và Stone Temple Pilots là nguồn cảm hứng đầu tiên của ông, và ông mơ ước làm thành viên của Stone Temple Pilots, điều mà ông đã làm được sau này khi trở thành ca sĩ chính của họ. Bennington từng là nạn nhân của lạm dụng tình dục từ một người bạn nam lớn tuổi hơn khi ông mới 7 tuổi. Ông sợ phải cầu cứu vì không muốn mọi người nghĩ mình là người đồng tính hoặc nói dối, và sự việc lạm dụng vẫn tiếp tục cho đến khi ông 13 tuổi.  Nhiều năm sau, ông tiết lộ danh tính của kẻ lạm dụng cho cha mình, nhưng quyết định không theo đuổi truy cứu sau khi ông nhận ra chính kẻ lạm dụng cũng là nạn nhân của lạm dụng tình dục.
Cha mẹ của Bennington ly hôn khi ông mới 11 tuổi. Sự ngược đãi và hoàn cảnh gia đình đã ảnh hưởng ông đến nỗi ông cảm thấy thôi thúc phải bỏ trốn và giết người. Để tự an ủi mình, ông đã vẽ tranh và viết thơ, sáng tác bài hát. Sau khi ly hôn, cha của Bennington giành được quyền nuôi con. Bennington bắt đầu lạm dụng rượu, cần sa, thuốc phiện, cocain, ma túy đá và LSD. Ông từng bị bắt nạt ở trường trung học. Trong một cuộc phỏng vấn, ông nói rằng ông bị "đánh đập như một con búp bê giẻ rách ở trường, vì gầy và trông khác người". Năm 17 tuổi, Bennington chuyển đến sống cùng mẹ. Ông bị cấm ra khỏi nhà trong một thời gian khi mẹ ông phát hiện ra ông sử dụng ma túy. Ông đã làm việc tại một cửa hàng Burger King trước khi bắt đầu sự nghiệp của mình với tư cách là một nhạc sĩ chuyên nghiệp.

## Sự nghiệp

### Những màn trình diễn ban đầu
Bennington lần đầu tiên bắt đầu ca hát với một ban nhạc tên là Sean Dowdell and His Friends? và họ đã cùng nhau phát hành một băng cassette có 3 ca khúc cùng tên vào năm 1993. Sau đó, Dowdell và Bennington chuyển sang thành lập một ban nhạc mới, tên là Grey Daze, một ban nhạc post-grunge từ Phoenix, Arizona. Ban nhạc đã thu một bản Demo vào năm 1993 và hai album: Wake Me năm 1994, và ...No Sun Today vào năm 1997. Bennington rời Grey Daze vào năm 1998.

### Linkin Park

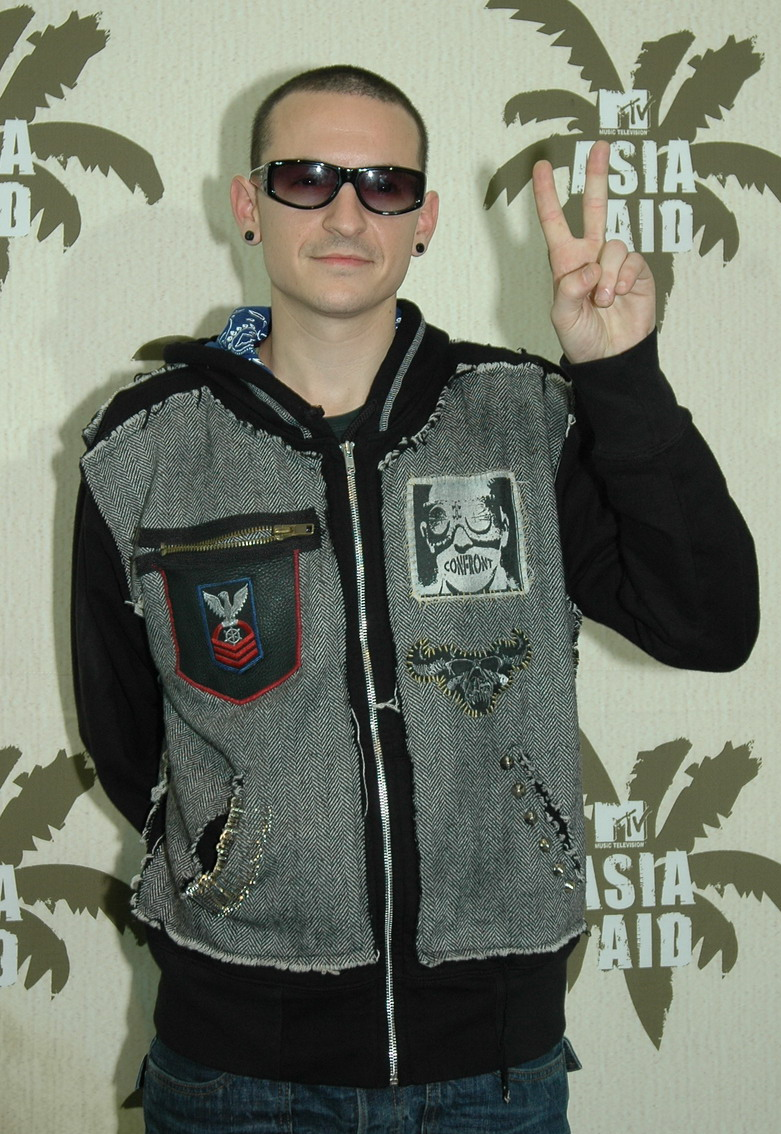
Bennington tại MTV's Asia Aid năm 2005

Bennington bấy giờ đã thất vọng và gần như bỏ hẳn sự nghiệp âm nhạc của mình, thì lúc đó Jeff Blue, phó giám đốc phụ trách tìm kiếm và quản lý nghệ sĩ tại Zomba Music ở Los Angeles, đề nghị ông thử giọng với các thành viên tương lai của Linkin Park (lúc đó còn có tên là 'Xero'). Bennington bỏ công việc ban ngày tại một công ty dịch vụ kỹ thuật số và đưa gia đình đến California, nơi ông đã có buổi thử giọng thành công với Linkin Park. Ông đã thu âm bài hát cho buổi thử giọng của mình trong một ngày, nhưng lại bỏ lỡ sinh nhật của chính mình trong thời điểm này. Bennington và Mike Shinoda, giọng ca còn lại của ban nhạc, đã cùng nhau tiến bộ đáng kể, nhưng không tìm được hợp đồng thu âm. Sau nhiều lần bị từ chối, Blue, hiện là phó giám đốc phụ trách tìm kiếm và quản lý nghệ sĩ của Warner Bros., một lần nữa can thiệp để giúp ban nhạc ký hợp đồng với Warner Bros. Records. 

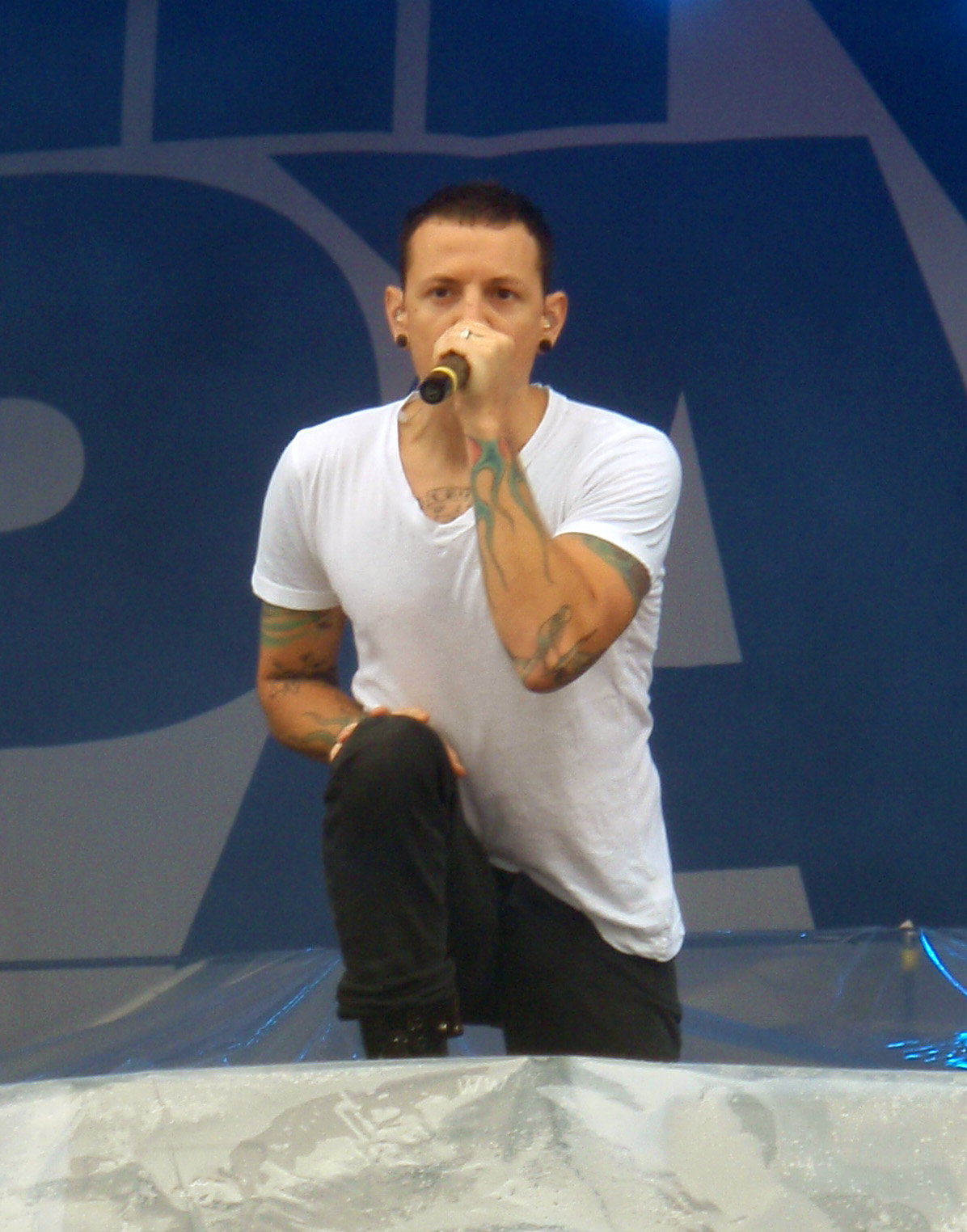
Bennington biểu diễn cùng Linkin Park tại Lễ hội Sonisphere năm 2009

Vào ngày 24 tháng 10 năm 2000, Linkin Park phát hành album đầu tay của họ, Hybrid Theory, thông qua Warner Bros. Records. Bennington và Shinoda đã viết lời cho Hybrid Theory dựa trên một số nhạc phẩm sơ khai. Shinoda mô tả lời bài hát là sự diễn giải những cảm xúc, trải nghiệm chung và là “những cảm xúc hàng ngày bạn đều có thể nói và nghĩ về chúng”. Bennington sau đó đã mô tả trải nghiệm sáng tác với tạp chí Rolling Stone vào đầu năm 2002, "Rất dễ để rơi vào trạng thái tâm lý ấy — 'ôi, sao tôi khổ quá', đó là nguồn gốc cảm xúc của những bài như 'Crawling': tôi không thể chịu đựng bản thân nữa. Nhưng các bài hát ấy còn nói về việc tự nhận trách nhiệm cho bản thân. Tôi không hề đề cập đến từ 'bạn' vào bất cứ lúc nào cả. Nó chỉ nói về việc chính bản thân tôi là nguyên nhân tôi thành ra thế này. Có thứ gì đó trong tôi đang kéo tôi xuống." Bennington chủ yếu đảm nhận vai trò giọng ca chính của Linkin Park, nhưng đôi khi cũng chia sẻ vai trò này với Shinoda. All Music Guide mô tả giọng hát của Bennington "tông cao hơn" và "đầy cảm xúc", trái ngược với phong cách hip-hop của Shinoda. Cả hai thành viên cũng đã cùng nhau viết lời cho các bài hát của ban nhạc.
Hybrid Theory (2000) đã được chứng nhận kim cương bởi RIAA vào năm 2005. Album thứ 2 của ban nhạc, Meteora (2003), đạt vị trí số 1 trên bảng xếp hạng album Billboard 200, cũng giống như album thứ 3 của họ, Minutes to Midnight (2007). Linkin Park đã bán được hơn 100 triệu album trên toàn thế giới. Ban nhạc đã giành được 2 giải Grammy, 6 giải Âm nhạc Mỹ, 4 giải Video âm nhạc của MTV và 3 giải Âm nhạc thế giới. Năm 2003, MTV2 vinh danh Linkin Park là ban nhạc vĩ đại thứ 6 của kỷ nguyên video âm nhạc và là ban nhạc xuất sắc thứ 3 của thiên niên kỷ mới. Billboard xếp Linkin Park hạng 19 trên bảng xếp hạng Nghệ sĩ xuất sắc nhất của thập kỷ. Năm 2012, ban nhạc được bình chọn là nghệ sĩ vĩ đại nhất của những năm 2000 trong một cuộc bình chọn Bracket Madness trên VH1.

### Dead by Sunrise
Bennington đã đồng sáng lập Dead by Sunrise, một ban nhạc rock điện tử đến từ Los Angeles, California, với các thành viên Amir Derakh và Ryan Shuck từ Orgy và Julien-K vào năm 2005. Dead by Sunrise có buổi biểu diễn trực tiếp đầu tiên vào tháng 5 năm 2008, tại bữa tiệc kỷ niệm 13 năm thành lập Club Tattoo ở Tempe, Arizona.
Ban nhạc phát hành album đầu tay Out of Ashes vào ngày 13 tháng 10 năm 2009.

### Stone Temple Pilots
Tháng 2 năm 2013, Stone Temple Pilots chia tay ca sĩ chính lâu năm Scott Weiland. Ban nhạc đã tuyển mộ Bennington để thay thế Weiland vào tháng 5 năm 2013. Vào ngày 18 tháng 5 năm 2013, Bennington đã lên sân khấu tại KROQ's Weenie Roast cùng với ban nhạc. Danh sách bài trình diễn bao gồm các bài hát gốc của Stone Temple Pilots, cũng như đĩa đơn đầu tiên của họ với Bennington có tên "Out of Time", nó ra mắt vào ngày 19 tháng 5 và có thể tải xuống miễn phí thông qua trang web chính thức của họ. Sau đó, Bennington và ban nhạc đã thông báo trong một cuộc phỏng vấn độc quyền của KROQ rằng ông chính thức là người trưởng nhóm mới của Stone Temple Pilots và thảo luận về khả năng ra album và tour diễn mới. Bài hát "Out of Time" nằm trong EP High Rise của họ, được phát hành vào ngày 8 tháng 10 năm 2013.
Bennington hồi tưởng về việc tham gia Stone Temple Pilots, nói rằng, “Mỗi ban nhạc đều có những rung cảm riêng. Stone Temple Pilots có cảm giác rock quyến rũ hơn, cổ điển hơn. Linkin Park thì là một kiểu ban nhạc rất hiện đại, rất phụ thuộc công nghệ. Tôi đã lớn lên khi nghe họ. Khi cơ hội đến với tôi, tôi không có chút đắn đo nào cả." Bennington đã nói trong các cuộc phỏng vấn rằng hát chính cho Stone Temple Pilots là ước mơ cả đời của ông. Ông rời ban nhạc một cách tốt đẹp do cam kết với Linkin Park vào năm 2015 và ông được thay thế hai năm sau đó bởi á quân X Factor mùa 3 Jeff Gutt.

### Những công việc khác
Năm 2005, Bennington xuất hiện trong "Walking Dead", đĩa đơn chính trong album đầu tay Shifting Gears của Z-Trip. Bennington cũng xuất hiện với tư cách khách mời bất ngờ trong buổi biểu diễn của Z-Trip tại Liên hoan Âm nhạc và Nghệ thuật Thung lũng Coachella năm 2005. Bennington đã thu âm lại bài hát "Home Sweet Home" của Mötley Crüe thành một bản song ca với ban nhạc để làm đĩa đơn từ thiện cho các nạn nhân của cơn bão Katrina vào mùa thu năm 2005. Ông đã cùng với Alice in Chains biểu diễn bài hát "Man in the Box" tại Lễ hội xâm lược nội địa của KROQ vào năm 2006. Bennington đã biểu diễn với Kings of Chaos trong chuyến lưu diễn 6 buổi diễn năm 2016 của họ.

## Đời sống riêng tư

### Gia đình và quan điểm
Bennington đã có một con trai, Jaime (sinh ngày 12 tháng 5 năm 1996), từ mối quan hệ của ông với Elka Brand. Năm 2006, ông nhận nuôi con trai khác của Brand, Isaiah (sinh ngày 8 tháng 11 năm 1997). Ông kết hôn với người vợ đầu tiên của mình, Samantha Marie Olit, vào ngày 31 tháng 10 năm 1996. Họ đã có với nhau một người con, Draven Sebastian (sinh ngày 19 tháng 4 năm 2002). Mối quan hệ của Bennington với người vợ đầu tiên suy giảm trong những năm đầu của ông với Linkin Park, và họ ly hôn vào năm 2005. Năm 2006, ông kết hôn với Talinda Ann Bentley, một cựu người mẫu Playboy và ông có 3 người con: Tyler Lee Bennington (sinh ngày 16 tháng 3 năm 2006) và cặp song sinh Lily và Lila (sinh ngày 9 tháng 11 năm 2011).
Chester và Talinda Bennington bị quấy rối bởi một kẻ quấy rối trên mạng tên Devon Townsend (không nên nhầm lẫn với nhạc sĩ Canada Devin Townsend) trong gần một năm. Townsend bị kết tội giả mạo email của cặp đôi, và gửi tin nhắn đe dọa, sau đó bị kết án hai năm tù.
Bennington phải vật lộn với việc lạm dụng ma túy và rượu. Bennington đã vượt qua cơn nghiện ma túy của mình và tiếp tục chỉ trích việc sử dụng ma túy trong các cuộc phỏng vấn trong tương lai. Vào năm 2011, ông nói rằng ông đã bỏ rượu, bình luận rằng, "Tôi chỉ không muốn trở thành con người đó nữa."  Bennington sau đó đã chiến đấu với chứng nghiện rượu trong thời gian làm việc cùng Linkin Park, lúc đó ông đã vượt qua được sau sự can thiệp từ các bạn cùng nhóm.
Bennington là một người đam mê hình xăm. Ông đã làm việc và quảng cáo cho Club Tattoo, một tiệm xăm ở Tempe, Arizona. Club Tattoo thuộc sở hữu của Sean Dowdell, bạn của Bennington từ thời trung học, người mà ông đã cùng chơi nhạc trong hai ban nhạc. Bennington là một fan của Phoenix Suns, Arizona Cardinals, Arizona Diamondbacks và Arizona Coyotes.
Trong một cuộc phỏng vấn vào tháng 1 năm 2011, phản hồi vụ nổ súng Tucson năm 2011, Bennington nói, "Có một cách để thể hiện bản thân và thể hiện quan điểm của bạn mà không cần bạo lực - bất kể bạn đang nói gì hay quan điểm của bạn là gì. Trong một xã hội tự do, mọi người có quyền tin bất cứ điều gì họ muốn tin. Đó là việc của họ và họ có thể nói lên suy nghĩ của mình. Nhưng không ai, ngay cả trong một xã hội tự do, có quyền lấy đi mạng sống của người khác. Không bao giờ. Đó là điều mà chúng ta thực sự cần phải vượt qua." 
Bennington là một người chỉ trích tổng thống Mỹ Donald Trump. Vào ngày 29 tháng 1 năm 2017, ông đã tweet rằng Trump "còn tệ hơn chủ nghĩa khủng bố". Dòng tweet này nổi lên trở lại vào tháng 7 năm 2020 sau khi Linkin Park gửi cho Trump lệnh ngừng và hủy bỏ quyền sử dụng "In the End" trong một quảng cáo cho chiến dịch tái tranh cử của ông vào năm đó.

### Sức khỏe và thương tích
Bennington gặp vấn đề khi có sức khỏe kém trong quá trình thực hiện Meteora, ngoài ra còn phải cố gắng để tham gia một số buổi thu âm của album. Vào mùa hè năm 2003, ông bắt đầu bị đau bụng và các vấn đề về đường tiêu hóa khi quay video ca nhạc cho "Numb" ở Prague. Ông buộc phải trở về Hoa Kỳ để phẫu thuật và quay phần còn lại của video ca nhạc ở Los Angeles.
Bennington dính chấn thương cổ tay vào tháng 10 năm 2007 khi cố gắng nhảy khỏi bục trong một buổi biểu diễn ở Melbourne tại Rod Laver Arena. Dù bị thương, ông vẫn tiếp tục biểu diễn toàn bộ buổi biểu diễn với một cổ tay bị gãy, trước khi đến phòng cấp cứu, nơi ông được khâu 5 mũi.
Năm 2011, Bennington lại bị ốm, và Linkin Park buộc phải hủy ba buổi biểu diễn và dời lại hai buổi từ A Thousand Suns World Tour. Bennington bị thương ở vai trong chuyến lưu diễn của ban nhạc ở châu Á và được các bác sĩ khuyên nên phẫu thuật ngay lập tức, hủy bỏ buổi diễn cuối cùng tại Pensacola Beach, Florida và kết thúc chuyến lưu diễn.
Bennington bị thương ở mắt cá vào tháng 1 năm 2015 trong một trận đấu bóng rổ. Ông đã cố gắng đối phó với chấn thương và trình diễn với sự hỗ trợ của nạng và một chiếc xe tay ga đầu gối. Linkin Park sau đó đã hủy bỏ phần còn lại của chuyến lưu diễn của họ để cho phép Bennington được phẫu thuật và hồi phục.

## Cái chết

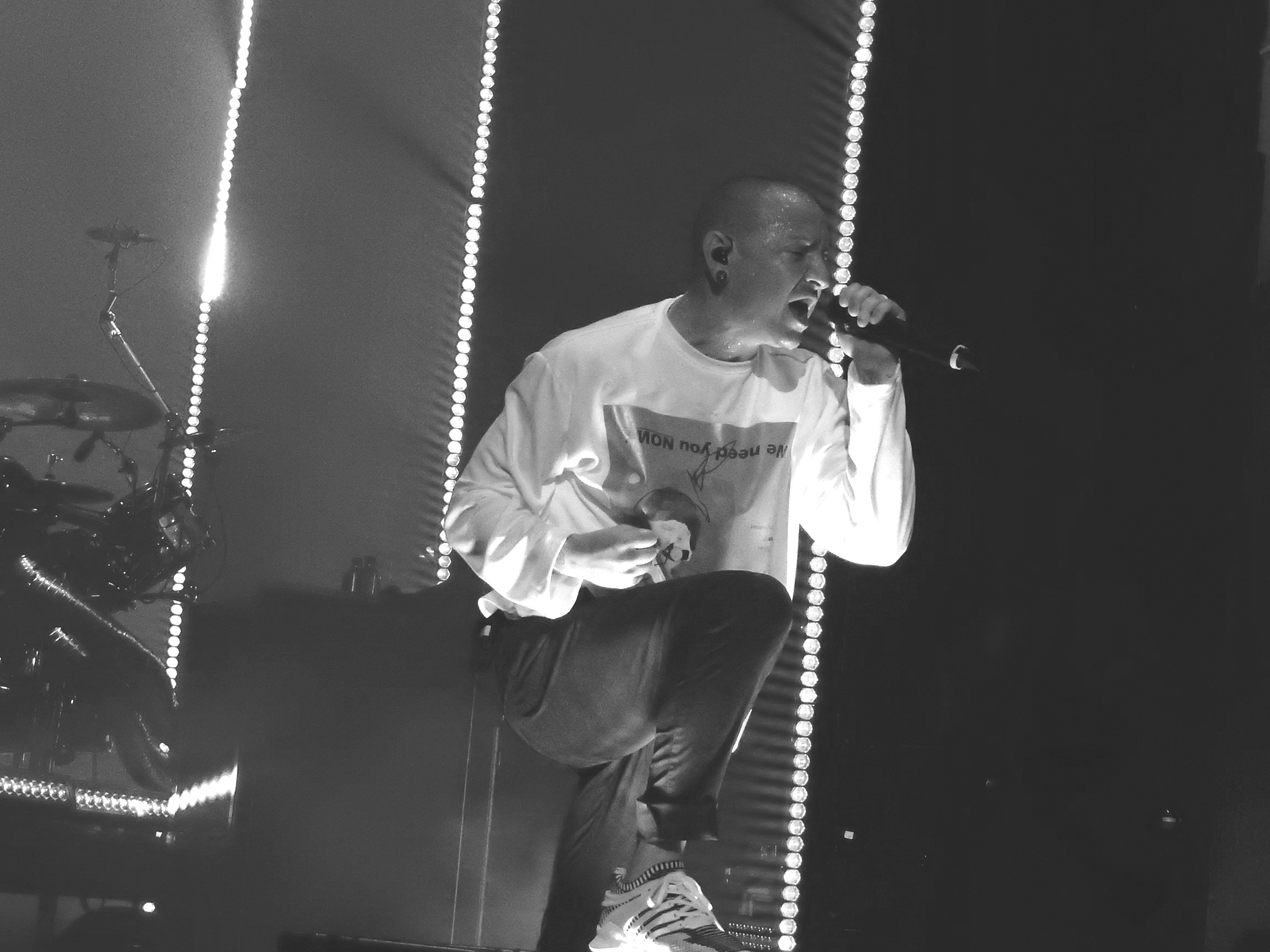
Bennington biểu diễn vào tháng 7 năm 2017, hai tuần trước khi qua đời

Ngay trước lúc 9 giờ sáng múi giờ PDT, vào ngày 20 tháng 7 năm 2017, Bennington được người quản gia tìm thấy đã chết tại nhà riêng ở Palos Verdes Estates, California. Cái chết của ông được cho là một vụ tự sát bằng cách treo cổ. Bạn cùng nhóm và bạn thân của ông là Mike Shinoda đã xác nhận cái chết của ông trên Twitter, viết: "Sốc và đau buồn, nhưng đó là sự thực. Sẽ có một thông báo chính thức sớm nhất có thể." Vào ngày 21 tháng 7, Brian Elias, giám đốc hoạt động của văn phòng giám định viên y tế, xác nhận rằng một chai rượu đã cạn được tìm thấy tại hiện trường, nhưng không có chất kích thích nào khác. Một báo cáo độc chất học được công bố vào tháng 12 cho biết có "một lượng nhỏ" rượu trong cơ thể của Bennington tại thời điểm chết. Ban nhạc đã hủy phần còn lại của One More Light Tour và hoàn lại tiền vé.
Tang lễ của Bennington được tổ chức vào ngày 29 tháng 7 tại South Coast Botanic Garden ở Palos Verdes, California. Ngoài các thành viên trong gia đình và bạn bè thân thiết của ông, nhiều nhạc sĩ đã từng lưu diễn hoặc trình diễn với Linkin Park cũng đã có mặt. Dịch vụ cũng bao gồm một sân khấu đầy đủ cho các nhạc phẩm tri ân.
Cái chết của Bennington xảy ra vào đúng sinh nhật lần thứ 53 của Chris Cornell. Cái chết của Cornell cũng được cho là tự sát bằng cách treo cổ hai tháng trước đó. Bennington là bạn thân của Cornell. Bennington đã nói về cái chết của Cornell trên Instagram, "Tôi không thể tưởng tượng một thế giới mà không có cậu trong đó."  Shinoda nói rằng Bennington đã rất xúc động khi ban nhạc biểu diễn "One More Light" để vinh danh ông trên Jimmy Kimmel Live!, và không thể hát hết bài hát vì Bennington bắt đầu nghẹn ngào trong cả buổi tổng duyệt và biểu diễn trực tiếp. Ban nhạc dự định sẽ thu âm buổi biểu diễn trực tiếp đĩa đơn "Heavy" của họ trong chương trình, nhưng thay vào đó họ quyết định chơi "One More Light" sau khi nghe tin về cái chết của Cornell vì bài hát nói về sự mất mát của một người bạn. Bennington đã hát bài hát "Hallelujah" của Leonard Cohen tại đám tang của Cornell. Ông cũng là cha đỡ đầu của Christopher, con trai của Cornell.

### Tưởng niệm và tưởng nhớ
Bennington đã được quay một tập Carpool Karaoke 6 ngày trước khi qua đời. Gia đình của Bennington đã cho phép tập phim được phát sóng vào ngày 12 tháng 10 năm 2017. Vào ngày 27 tháng 8, trong lễ trao giải MTV Video Music Awards 2017, Jared Leto đã nhận được sự chú ý của giới truyền thông vì những lời tri ân dành cho Bennington và Chris Cornell. Một số thành viên ban nhạc cũ của ông từ Dead by Sunrise và Grey Daze đã hợp tác biểu diễn để tưởng nhớ Bennington trong một buổi hòa nhạc vào ngày 2 tháng 9 tại Las Vegas. Linkin Park cũng đã tổ chức một buổi tưởng nhớ công khai dành cho Bennington tại Los Angeles vào ngày 27 tháng 10, mang tên Linkin Park và những người bạn: Trân trọng cuộc sống để tri ân Chester Bennington. Sự kiện là buổi biểu diễn đầu tiên của ban nhạc sau khi ông qua đời, cùng với các màn trình diễn của Blink-182, các thành viên của System of a Down, Korn, Avenged Sevenfold, Bring Me the Horizon và Yellowcard, cũng như ca sĩ Kiiara, cùng những người khác.
Rapper Jay-Z đã bày tỏ lòng kính trọng đối với Bennington bằng việc biểu diễn trực tiếp bài "Numb / Encore". Jay-Z và Bennington (cùng với Linkin Park) đã từng hợp tác để cho ra bài hát này. Chris Martin từ Coldplay đã bày tỏ lòng kính trọng đối với Bennington trong buổi lưu diễn Bắc Mỹ của ban nhạc tại Sân vận động MetLife, trình diễn phiên bản acoustic của "Crawling" trên piano. Một số nghệ sĩ khác, bao gồm Ryan Key (trước đây thuộc Yellowcard), rapper Machine Gun Kelly, Imagine Dragons và Godsmack, cũng đã hát lại các bài hát của Linkin Park (thường là "Crawling") hoặc trình diễn các bài hát của riêng họ trong các buổi nhạc để tưởng nhớ Bennington trong vòng vài tháng sau cái chết của ông. Trong lễ trao giải Grammy thường niên lần thứ 60, để tưởng nhớ ông, rapper Logic đã biểu diễn trực tiếp bài hát "1-800-273-8255" cùng với Alessia Cara và Khalid như một lời tri ân dành cho cả Cornell và Bennington. Tên bài hát là số điện thoại của Đường dây nóng ngăn chặn tự tử quốc gia.
Nhà sản xuất Markus Schulz đã thực hiện một bản phối lại nhạc trance cho bài hát "In the End" của Linkin Park để tưởng nhớ Bennington sau khi ông qua đời, và bài hát đã ra mắt tại Tomorrowland.

### Hệ quả
Sau khi ông qua đời, Linkin Park đã phải tạm ngừng hoạt động cho đến tháng 4 năm 2020, khi Dave Farrell tiết lộ ban nhạc đang sáng tạo nhạc phẩm mới.

## Phong cách âm nhạc và những ảnh hưởng
Bennington sở hữu một dải giọng nam cao ba quãng tám, bắt đầu ở âm trầm G (G2), và đạt đến đỉnh ở giọng nam cao G (G5). Giọng hát của ông thể hiện sức bền khủng khiếp trong suốt sự nghiệp của ông. Althea Legaspi từ Rolling Stone đã viết: "Giọng hát của Bennington thể hiện sự đau khổ và cảm xúc đa dạng của lời bài hát, từ việc ghi lại những khoảnh khắc tổn thương của cuộc sống cho đến sự giận dữ và xúc động được tìm thấy trong những tiếng hét nhói lòng của anh ấy." 
Nói về các ban nhạc yêu thích và ảnh hưởng của ông, Bennington đã đề cập đến Stone Temple Pilots, Alice in Chains, Arcade Fire, Circle Jerks, Descendents, Deftones, Jane's Addiction, Metallica, Fugazi, Refused, Ministry, Minor Threat, Misfits, The Naked and Famous, Nine Inch Nails, Nirvana, Pearl Jam, Skinny Puppy, Soundgarden và A Tribe Called Quest. Bennington cũng tự coi mình là "một fan cuồng nhiệt của Madonna", cho rằng nhờ có Madonna mà đã thôi thúc ông lớn lên muốn trở thành một nhạc sĩ.

## Di sản
Một số tờ báo đã bình luận về di sản âm nhạc mà Bennington để lại với các ban nhạc và dự án mà ông đã từng làm việc cùng. Để mô tả sự thành công của Bennington và Linkin Park, Andrew Leahey từ Allmusic đã nói: "Mặc dù bắt nguồn từ alternative metal, Linkin Park đã trở thành một trong các nghệ sĩ thành công nhất của những năm 2000 bằng việc đón nhận các yếu tố của hip-hop, rock hiện đại, và âm hưởng electronica vào âm nhạc của họ ... tập trung nhiều vào sự giao thoa giọng hát giữa ca sĩ Chester Bennington và rapper Mike Shinoda ". Viết cho Billboard, Dan Weiss cho rằng Bennington đã "biến nu-metal thành nhạc thịnh hành", vì ông "rõ ràng là một mắc xích quan trọng cho những khán thính giả đa dạng của mình".
Jon Caramanica từ The New York Times nhận xét rằng việc Bennington có khả năng 'kết hợp sự thô thiển với giai điệu mượt mà' đã tách bạch ông với các ca sĩ đương đại khác, và cũng tách bạch ông khỏi các nghệ sĩ ông chịu ảnh hưởng. Caramanica bình luận, "Ông là một người đồng cảm với emo trong một thời đại khi heavy metal vẫn là thực đơn chính cho dòng nhạc hard rock thịnh hành, và ông cũng là một người đam mê hip-hop khi đã tìm ra cách để tạo ra âm nhạc mang chất hip-hop từ bộ kỹ năng không hề có tí hip-hop nào của ông”. Vì Bennington đã có những ảnh hưởng từ các nghệ sĩ nhạc hardcore punk và industrial, nhà báo tin rằng đây là yếu tố giúp Linkin Park tồn tại trong "thời kỳ thăng trầm của rap-rock", cho rằng họ "đa diện về nhạc rock". Mikael Wood của Los Angeles Times lập luận, "Có lẽ hơn cả âm hưởng của Linkin Park, di sản nghệ thuật thực sự của Bennington sẽ là thông điệp mà anh ấy gửi gắm - lời khẳng định mà anh ấy đưa ra từ trong bóng tối ".
Steve Holden từ BBC đã gọi Bennington là "giọng hát của một thế hệ", nói rằng giọng hát của ông được cho là tài sản lớn nhất của Linkin Park. Jonathan McAloon từ The Daily Telegraph nhận xét, "Cái chết của Bennington sẽ có tác động đến nhiều thiên niên kỷ về sau vì giọng hát của ông là âm thanh của cả thiên niên kỷ". Trong khi nói về sự nổi tiếng của Linkin Park, Corey Apar, từ AllMusic, nhận xét, "Giọng hát có phần dằn vặt của Bennington trở thành một trong những điểm đặc biệt nhất trong làng nhạc alternative rock". Viết cho The Guardian, Ben Beaumont-Thomas bình luận "quyết định của Bennington khi hát rõ ràng và cởi mở thì cấp tiến hơn những gì anh ấy được công nhận, và thực sự có giá trị xã hội hơn". Nhà báo tiếp tục thảo luận về tác động của Bennington, bình luận:
| “ | Những câu chuyện về cuộc đấu tranh cảm xúc được trình bày rõ ràng của anh ấy đã mang lại cho hàng triệu người cảm giác rằng có người thấu hiểu họ, và âm nhạc ồn ào của ban nhạc xung quanh anh ấy đã tăng cường cảm giác đó, đưa người nghe từ không gian tâm linh trong phòng ngủ của họ thành một đấu trường của hàng nghìn người cùng chia sẻ nỗi đau của nhau. | ” |

James Hingle lặp lại quan điểm này, viết cho Kerrang! rằng Bennington "là một trong những ca sĩ trung thực nhất hiện tại khi nói đến sức khỏe tâm lý của mình". Trong cùng chủ đề, William Goodman từ Billboard cho biết Bennington và các nhạc sĩ Chris Cornell và Scott Weiland "đã giúp định hình một thế hệ của âm hưởng hard rock, những người gắn bó với nhau cả về mặt nghệ thuật và cá nhân".
Phóng viên âm nhạc Eddino Abdul Hadi từ The Straits Times cho rằng Bennington là một nguồn cảm hứng cho nhiều nghệ sĩ trong làng âm nhạc Singapore. Calum Slingerland, biên tập viên tờ Exclaim định kỳ của Canada, đã bày tỏ, "Ảnh hưởng của anh đã được cảm nhận trong thế giới nhạc rock, metal, rap và hơn thế nữa".
Sau cái chết của Bennington, người vợ góa của ông là Talinda Bennington đã phát động một chiến dịch mang tên 320 Changes Direction để vinh danh chồng bà nhằm giúp xóa bỏ sự kỳ thị xung quanh căn bệnh tâm thần.
Trong một buổi phát trực tiếp trên Twitch, Mike Shinoda đã xác nhận sự tồn tại của một bài hát chưa được phát hành của Linkin Park, có tựa đề "Friendly Fire", có các bài hát mà Bennington thu âm trong các buổi thu âm cho One More Light.

## Danh sách đĩa nhạc

### Với Linkin Park
- Hybrid Theory (2000)
- Meteora (2003)
- Minutes to Midnight (2007)
- A Thousand Suns (2010)
- Living Things (2012)
- The Hunting Party (2014)
- One More Light (2017)

### Với Grey Daze
| Wake Me                                                                                | - Phát hành: 1994 - Định dạng: CD                                    | —  | —  | — | —  | —  | — | —  |
| ...No Sun Today                                                                        | - Phát hành: ngày 23 tháng 5 năm 1997 - Định dạng: CD                | —  | —  | — | —  | —  | — | —  |
| Amends                                                                                 | - Phát hành: ngày 26 tháng 6 năm 2020 - Định dạng: CD, LP, tải xuống | 30 | 29 | 9 | 17 | 62 | 1 | 75 |
| "—" biểu thị dĩa nhạc không được xếp hạng hoặc không được phát hành trong lãnh thổ đó. |                                                                      |    |    |   |    |    |   |    |

#### Đĩa đơn
| Tên                  | Năm  | Vị trí xếp hạng cao nhất | Vị trí xếp hạng cao nhất | Vị trí xếp hạng cao nhất | Album  |
| Tên                  | Năm  | US Main.                 | US Rock                  | US Rock Air.             | Album  |
| -------------------- | ---- | ------------------------ | ------------------------ | ------------------------ | ------ |
| "What's In the Eye?" | 2020 | —                        | —                        | —                        | Amends |
| "Sickness"           | 2020 | 2                        | 35                       | 11                       | Amends |
| "Sometimes"          | 2020 | —                        | —                        | —                        | Amends |
| "Soul Song"          | 2020 | —                        | 40                       | —                        | Amends |
| "B12"                | 2020 | 29                       | —                        | —                        | Amends |

#### Video âm nhạc
- "What's In the Eye" (2020)
- "Sickness" (2020)
- "Soul Song" (2020)
- "B12" (2020)
- "In Time" (2020)
- "Shouting Out" (2020)

### Với Dead by Sunrise
- Out of Ashes (2009)

### Với Stone Temple Pilots
- High Rise (2013)

### Đóng góp album và đĩa đơn
| Năm       | Nghệ sĩ | Bài hát                                                                                 | Phát hành                                               |
| --------- | --- | --------------------------------------------------------------------------------------- | ------------------------------------------------------- |
| 2002      | Stone Temple Pilots | "Wonderful (Live)"                                                                      | The Family Values 2001 Tour                             |
| 2002      | Chester Bennington | "System"                                                                                | Queen of the Damned (nhạc phim)                         |
| 2002      | Cyclefly | "Karma Killer"                                                                          | Crave                                                   |
| 2002      | DJ Lethal | "Cry To Yourself"                                                                       | Không có                                                |
| 2004      | Handsome Boy Modeling School góp mặt DJ Q-bert, Grand Wizard Theodore, Jazzy Jay, Lord Finesse, Mike Shinoda, Rahzel & Chester Bennington / Tim Meadows | "Rock N' Roll (Could Never Hip Hop Like This) (Part 2) / Knockers"                      | White People                                            |
| 2005      | Z-Trip | "Walking Dead"                                                                          | Shifting Gears                                          |
| 2005      | Mötley Crüe | "Home Sweet Home" (làm lại)                                                             | Đĩa đơn từ thiện không thuộc album                      |
| 2006      | Chester Bennington | "Morning After (Julien-K Remix)"                                                        | Underworld: Evolution (nhạc phim)                       |
| 2006      | Mindless Self Indulgence | "What Do They Know? (Mindless Self Indulgence Vs. Julien-K & Chester Bennington Remix)" | Another Mindless Rip Off                                |
| 2007      | Young Buck | "Slow Ya Roll"                                                                          | Buck the World                                          |
| 2008/2010 | Chris Cornell | "Hunger Strike (Live at Projekt Revolution 2008)"                                       | Songs from the Underground A Decade Underground         |
| 2010      | Santana góp mặt Chester Bennington & Ray Manzarek | "Riders on the Storm" (cover của The Doors)                                             | Guitar Heaven: The Greatest Guitar Classics of All Time |
| 2019      | Mark Morton góp mặt Chester Bennington | "Cross Off"                                                                             | Anesthetic                                              |

### Nhà sản xuất âm nhạc
Bennington làm giám đốc sản xuất đĩa EP đầu tay Us – You năm 2012 cho ban nhạc hard rock Hellflower từ Los Angeles, được dẫn dắt bởi người bạn lâu năm của ông và Giám đốc Hoạt động (DOA) là Church.

## Phim ảnh
Bennington làm khách mời trong bộ phim Crank năm 2006 với vai diễn là một khách hàng trong một hiệu thuốc. Sau đó ông đóng vai một khán giả theo dõi đua ngựa trong phần tiếp theo của bộ phim năm 2009, Crank: High Voltage. Bennington cũng đóng vai kẻ phân biệt chủng tộc xấu số Evan trong bộ phim Saw 3D năm 2010. Ông là một trong số những nhạc sĩ nhạc rock đã nói về ngành công nghiệp điện ảnh trong bộ phim tài liệu năm 2012 của Jared Leto, Artifact.
Bennington từng làm việc với Church để phát triển một chương trình truyền hình trong tương lai, Mayor of the World, với giám đốc sản xuất Trip Taylor.
| Năm  | Tên                 | Vai                                | Ghi chú |
| ---- | ------------------- | ---------------------------------- | ------- |
| 2006 | Crank               | Khách hàng tiệm thuốc              | [ 102 ] |
| 2009 | Crank: High Voltage | Khán giả trường đua Hollywood Park | [ 103 ] |
| 2010 | Saw 3D              | Evan                               | [ 107 ] |